# Религија у Индији
Индија представља друштво са великим бројем различитих религија. Религија има изузетно важну улогу у животу људи у Индији. Вера 80,4% људи у Индији је хиндуизам. Ислам је друга вера по броју следбеника са 13,4% следбеника. Сикизам, будизам и џаинизам су религије, које су настале у Индији. Хришћанство, зороастризам, јудаизам су значајне вере али са мањим бројем следбеника.
| Религија           | Особа         | Особа   |
| све религије       | 1.028.610.328 | 100,00% |
| ------------------ | ------------- | ------- |
| хиндуизам          | 827.578.868   | 80,46%  |
| ислам              | 138.188.240   | 13,43%  |
| хришћанство        | 24.080.016    | 2,34%   |
| сикизам            | 19.215.730    | 1,87%   |
| будизам            | 7.955.207     | 0,77%   |
| џаинизам           | 4.225.053     | 0,41%   |
| друге              | 6.639.626     | 0,65%   |
| вера није наведена | 727.588       | 0,07%   |

## Хиндуизам
Хиндуизам је најраширенија религија са око 900 милиона следбеника. Хиндуизам је настао око 2500. п. н. е. Хиндуизам је био начин живота, али узео је облик религије у новије време. Разликује се од других религија јер нема једног оснивача или специфичан теолошки систем или јединствен морални систем или централну црквену организацију. Иако су постојале инвазије различитих арапских и авганистанских освајача хиндуизам је преживео.

## Ајавази
То је једна од религија која је потекла од хиндуизма у 19. веку у јужној Индији. Највише следбеника има у јужној Индији, посебно у Тамил Наду и јужној Керали.

## Будизам
Будизам је био познат у старој Индији као Буда Дарма. Потиче из северне Индије, из Бихара. Брзо је добио следбенике током Будиног живота. Био је религија богатих и горње класе, тако да до 9. века броји стотине хиљада следбеника, док је хиндуизам имао милионе следбеника. Прави разлог слабљења будизма није јасан. Зна се ипак да је хиндуистички веданта покрет почео снажно да се бори против будизма. Хиндуизам је прихватио нека будистичка учења, па неки сматрају да је то проузроковало опадање моћи будизма. Осим тога доласком муслиманских освајача замењује се будистичка горња класа муслиманском горњом класом, а многи будисти беже у околне земље. Осим тога том приликом уништени су и многи храмови. Обнова будизма је започела у новије време. Тако је 1956. творац индијског устава Бхимрао Рамџи Амбеткар протестно постао будиста заједно са хиљадама присталица, да би протестовао против кастинског система у Индији. Три четвртине новијих будиста живи у Махараштри. Будисти су већина у Асаму, Аруначал Прадешу и Ладак региону од Џаму и Кашмира. Данас их има око 8 милиона у Индији.

## Џаинаизам
Џаинизам је једна од 4 религије, која је потекла из Индије. Иако чине само 0,4% становништва Џаинисти су јако добро представљени. Многи су јако богати или добростојећи. Као такви они поседују много већу моћ, него што их има у становништву. Стопа писмености код њих је 94,1%, а просек Индије је 64,8%.

## Хришћанство
Хришћанство је стигло у Индију током првог века (52—85.) преко апостола Томе. Апостол је превео малабарског принца на хришћанство. Хришћанство се касније учврстило доласком сиријских Јевреја хришћана у другом веку, познатих као Кнанаје. Старе хришћанске заједнице у Керали познате су као Насрани или сиријски хришћани. Сиријски хришћани сматрају се православнима, а у Индији као хришћани светога Томе. Католицизам је дошао у Индију током периода колонијализма, што је започело када је Васко да Гама открио Малабарску обалу. Данас хришћани представљају тређу религију по бројности и има их 2,34%. Хришћани чине већину у Нагаланду, Мизораму и Мегалаји, а то су државе са мало становништва.

## Ислам
Ислам је дошао у Индију у 8. веку. Ислам је знатно допринео културном обогаћењу већ богате индијске културе, обликујући не само класичну индијску музику, него и охрабрујући велику традицију урду литературе (мјешавина хинди, арапског и персијског језика. Таџ Махал су саградили Могули. Око 130 милиона индијских муслимана расејано је дуж Индије, а највећа им је концентрација у државама Џаму и Кашмир, Керала, Западни Бенгал, Асам и делови Гангове низије. Утар Прадеш има највише муслимана у једној држави. Муслимани чине већину у Џаму и Кашмиру и Лакедивима. По броју муслимана Индија је трећа на свету после Индонезије и Пакистана. Сунити су већина, па онда шиити. Суфизам има такође доста поклоника.

## Зороастризам
Након пада Персијског царства зороастризам је замењен исламом у Персији, а припадници зороастризма су избегли да би задржали своју веру. Једна од група је побегла у Гуџарат. Потомци тих избеглица данас се називају Парси. За разлику од других места зороастризам у Индији ужива у религиозној толеранцији, а чак су били поштовани од осталих. Од 19. века Парси били угледни због свога образовања, а деломично је то било и због британске политике „завади па владај” по којој увек дају привилеије мањинама, да би делили друштво. Парси су постали много имућнији од других и били су највише позападњачени. Највећи пословни конгломерати Индије су били вођени од Парси-зороастрејаца, као нпр Тата, Годреј и Вадија.
Парси представљају само 0,06% становништва.

## Сикизам
Сикизам је настао пре 400 година у северозападном Пенџабу, с Сики чине већину у Панџабу. Постоји 19,3 милиона Сика у Индији. Већина Сика се налази у Пенџабу, а постоји их доста и у Харајани и у Њу Делхију. Најчувенији храм Сика је Златни храм у Амрицару у Пенџабу.
Многи Сики служе у индијској војсци. Садашњи председник владе Индије (2006) Манмохан Синг је Сик. Пенџаб је духовни дом Сика и једино ту Сики представљају већину.

## Јудаизам
Због трговачких контаката било је Јевреја у Индији већ у првом миленијуму п. н. е.. У Керали се појављују Јевреји после пада Јерусалима 70. Јевреји у Кошију су концентровани углавном око старог јеврејског града. Друга заједница Јевреја живела је на Конкан обали, око Бомбаја и Ахмадабада око 2.000 година. Ти Јевреји су живели у селима. Трећа група Јевреја, багдадски Јевреји долази следећи ширење британске империје и насељава се око Калкуте и Бомбаја. Многи од њих постају богати трговци.